# Małaja Łaba
Małaja Łaba (ros. Малая Лаба) – rzeka w Rosji, w zachodniej części Kaukazu Północnego, na terenach Kraju Krasnodarskiego. Łączy się z Bolszą Łabą, tworząc Łabę.